# Diplazium forrestii
Diplazium forrestii är en majbräkenväxtart som först beskrevs av Ren-Chang Ching och Z.R.Wang och som fick sitt nu gällande namn av Fraser-jenk.
Diplazium forrestii ingår i släktet Diplazium och familjen Athyriaceae. Inga underarter finns listade i Catalogue of Life.